# Arthur Hayter, 1. Baron Haversham
Arthur Divett Hayter, 1. Baron Haversham PC (* 9. August 1835; † 10. Mai 1917) war ein britischer Politiker der Liberal Party, der von 1865 bis 1868, 1873 bis 1885, 1893 bis 1895 sowie 1900 bis 1906 Mitglied des Unterhauses (House of Commons) war. Er bekleidete zwischen 1880 und 1882 das Amt eines Lord im Schatzamt (Lord of the Treasury) und danach von 1882 bis 1885 als Finanzsekretär im Kriegsministerium (Financial Secretary to the War Office). 1906 wurde er als Baron Haversham zum erblichen Peer erhoben und gehörte als solcher bis zu seinem Tod 1917 dem Oberhaus (House of Lords) an.

## Leben
Hayter war der Sohn des Politikers William Goodenough Hayter, der von 1837 bis 1865 ebenfalls Mitglied des Unterhauses sowie zeitweilig Finanzsekretär und Parlamentarischer Sekretär des Schatzamtes war und 1858 als Baronet, of South Hill Park in the County of Berkshire, in den erblichen Adelsstand der Baronetage of the United Kingdom erhoben wurde, aus dessen Ehe mit Anne Pulsford. Seine ältere Schwester Mary Pulsford Hayter war mit Lieutenant-General William Rickman verheiratet. Er selbst begann nach dem Besuch des Eton College ein Studium am Brasenose College der Universität Oxford, das er 1857 mit einem Bachelor of Arts (B.A.) abschloss. Daneben kaufte er sich am 14. November 1856 ein Offizierspatent als Ensign und Lieutenant des Garderegiments Grenadier Guards und zuletzt am 28. Dezember 1860 eines als Lieutenant und Captain dieses Regiments. Zugleich absolvierte er ein Aufbaustudium am Brasenose College der Universität Oxford, welches er 1860 mit einem Master of Arts (M.A.) beendete.
Nach dem Ausscheiden seines Vaters aus dem Unterhaus wurde Hayter am 11. Juli 1865 Mitglied des Unterhauses und vertrat in diesem für die Liberal Party bis zum 17. November 1868 zunächst den Wahlkreis Wells. Am 23. Februar 1867 wurde er zu einem Deputy Lieutenant (DL) von Berkshire ernannt.
Am 9. Oktober 1873 wurde Hayter nach dem Tod von Donald Dalrymple am 19. September 1873 abermals Abgeordneter des Unterhauses und vertrat dort nunmehr bis zum 24. November 1885 den Wahlkreis Bath. Beim Tod seines Vaters erbte er am 26. Dezember 1878 dessen Adelstitel als 2. Baronet. Im Mai 1880 wurde er Lord im Schatzamt (Lord of the Treasury) und war als solcher bis 1882 engster Mitarbeiter von William Ewart Gladstone, der zu dieser Zeit nicht nur Premierminister, sondern auch Schatzkanzler, Erster Lord des Schatzamtes und Lord High Treasurer war. Im Anschluss fungierte er zwischen 1882 und 1885 als Finanzsekretär im Kriegsministerium (Financial Secretary to the War Office) und gehörte damit zu den engsten Mitarbeitern von Kriegsminister Spencer Cavendish, Marquess of Hartington.
Nachdem die Wahl von Frank James für nichtig erklärt worden war, wurde Hayter am 9. Februar 1893 erneut Mitglied des Unterhauses und vertrat dieses Mal bis zum 13. Juli 1895 den Wahlkreis Walsall. In dieser Zeit wurde er am 29. Juni 1894 erstmals zum Mitglied des Privy Council (PC) ernannt. Am 1. Oktober 1900 wurde er abermals Abgeordneter des Unterhauses und vertrat bis zum 31. Januar 1906 erneut den Wahlkreis Walsall. In dieser Zeit wurde er nach dem Tod von Königin Victoria am 24. Januar 1901 unter König Eduard VII. erneut zum Mitglied des Privy Council ernannt.
Am 11. Januar 1906 als Baron Haversham, of Bracknell in the County of Berks, in den erblichen Adelsstand der Peerage of the United Kingdom erhoben. Er wurde dadurch auf Lebenszeit Mitglied des Oberhauses (House of Lords) und schied dazu aus dem Unterhaus aus.
Hayter war seit dem 7. November 1866 mit Henrietta Hope († 1929) verheiratet, deren Vater Adrian John Hope Captain der 4th Royal Irish Dragoon Guards war. Da er kinderlos blieb, erloschen seine Adelstitel bei seinem Tod.